# 続資治通鑑
『続資治通鑑』（ぞくしじづかん）は、清の畢沅著の編年体の歴史書。著者は畢沅となっているが、当時の著名な学者の銭大昕・邵晋涵・章学誠・洪亮吉・黄景仁なども編纂に関わっている。220巻。乾隆25年（1760年）完成。
畢沅は司馬光の『資治通鑑』の続編として、宋・遼・金・元の歴史を通史として編纂することを志した。『続資治通鑑』は徐乾学の『資治通鑑後編』を基礎として、李燾の『続資治通鑑長編』、李心伝の『建炎以来繁年要録』、葉隆礼の『契丹国志』やその他の史料百数十種をもとに、20年かけて編纂し、4回にわたって稿を改めたものである。記述は宋の趙匡胤の即位した960年から、元のトゴン・テムルの1368年までの約400年にわたり、宋・遼・金・元の興亡を描いている。220巻の内訳は宋・遼・金について182巻、元については38巻となっている。